# Papa Giovanni Paolo II (film)
Papa Giovanni Paolo II è un film televisivo del 1984  basato sulla vita di Karol Wojtyła, dai suoi primi giorni come attivista in Polonia fino alla sua insediamento come Papa Giovanni Paolo II. Scritto da Christopher Knopf e diretto da Herbert Wise, il film è interpretato da Albert Finney, Caroline Bliss, Brian Cox e John Forgeham. Il film segna sia il debutto televisivo americano di Albert Finney sia la prima sceneggiatura che Finney avesse mai rifiutato durante la lettura iniziale.

## Trama
Il film inizia con la morte di Papa Giovanni Paolo I, avvenuta il 28 settembre 1978, per poi tornare indietro nel tempo attraverso dei flashback alla gioventù di Karol Wojtyła a Wadowice, in Polonia. La trama ritorna poi ai giorni precedenti al 16 ottobre 1978 e poi attraverso un flashback torna ai primi anni di vita di Wojtyła, ai rapporti familiari, al suo coinvolgimento politico nella lotta contro il nazismo durante la Seconda guerra mondiale e successivamente contro il comunismo durante la Guerra Fredda, alla sua ordinazione a prete, a vescovo, a cardinale. Alla fine viene eletto come nuovo papa.

## Riconoscimenti
- 1985 – Writers Guild of America Award
  - Candidatura all'Original Drama Anthology a Christopher Knopf